# Битка при Лутеция
Битката при Лутеция е битка между римските войски на Юлий Цезар с командир Тит Лабиен и анти-римската галска коалиция през 52 пр.н.е. по време на галските войни. Римляните побеждават.
През пролетта на 52 пр.н.е. легат Тит Лабиен тръгва с легионите си срещу град Лутеция (днес Париж). Галите решават да им помогне вече стария, но с голям опит войн Камулоген‎ с 24 000 паризии. Oppidum Lutetia се намира тогава на остров в Сена. Галите разрушават всички мостове, които водят до Лутеция. През нощта римляните успяват да намерят 50 кораба и през деня в три части разделени ги нападат на връх Sainte-Genevieve. При Vaugirard Лабиен напада и галите са победени, Камолуген и всички негови войници са избити. Лутеция е в ръцете на римляните.